# مرغداري سنغ سفيدي
مرغداري سنغ سفيدي (بالإنجليزية: Marghdari Sang-e Sefidi)‏ هي مستوطنة تقع في قسم روئين الريفي (مقاطعة إسفراين) في إيران. يقدر عدد سكانها بـ 7 نسمة .